# Unadillides distichella
Unadillides distichella är en fjärilsart som beskrevs av Edward Meyrick 1878. Unadillides distichella ingår i släktet Unadillides och familjen mott. Inga underarter finns listade i Catalogue of Life.